# کارلا ویلالوبوس
کارلا ویلالوبوس (انگلیسی: Karla Villalobos؛ زادهٔ ۱۶ ژوئیهٔ ۱۹۸۶) بازیکن فوتبال اهل کاستاریکا است.
وی همچنین در تیم ملی فوتبال زنان کاستاریکا بازی کرده‌است.